# Phylloscopus

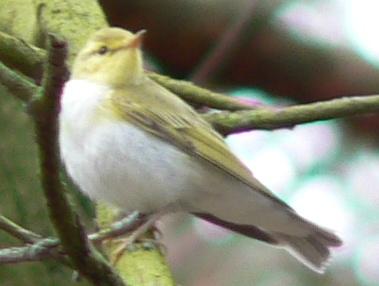
Sisegő füzike (Phylloscopus sibilatrix)

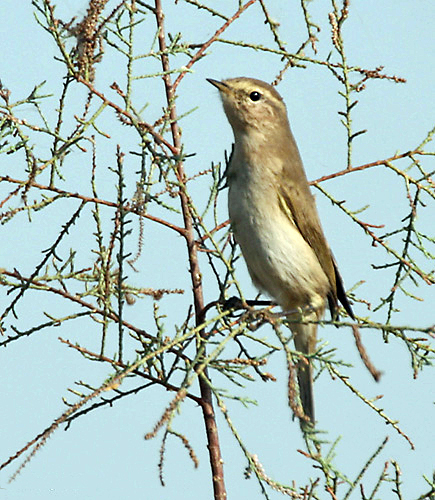
Csilpcsalpfüzike (Phylloscopus collybita)

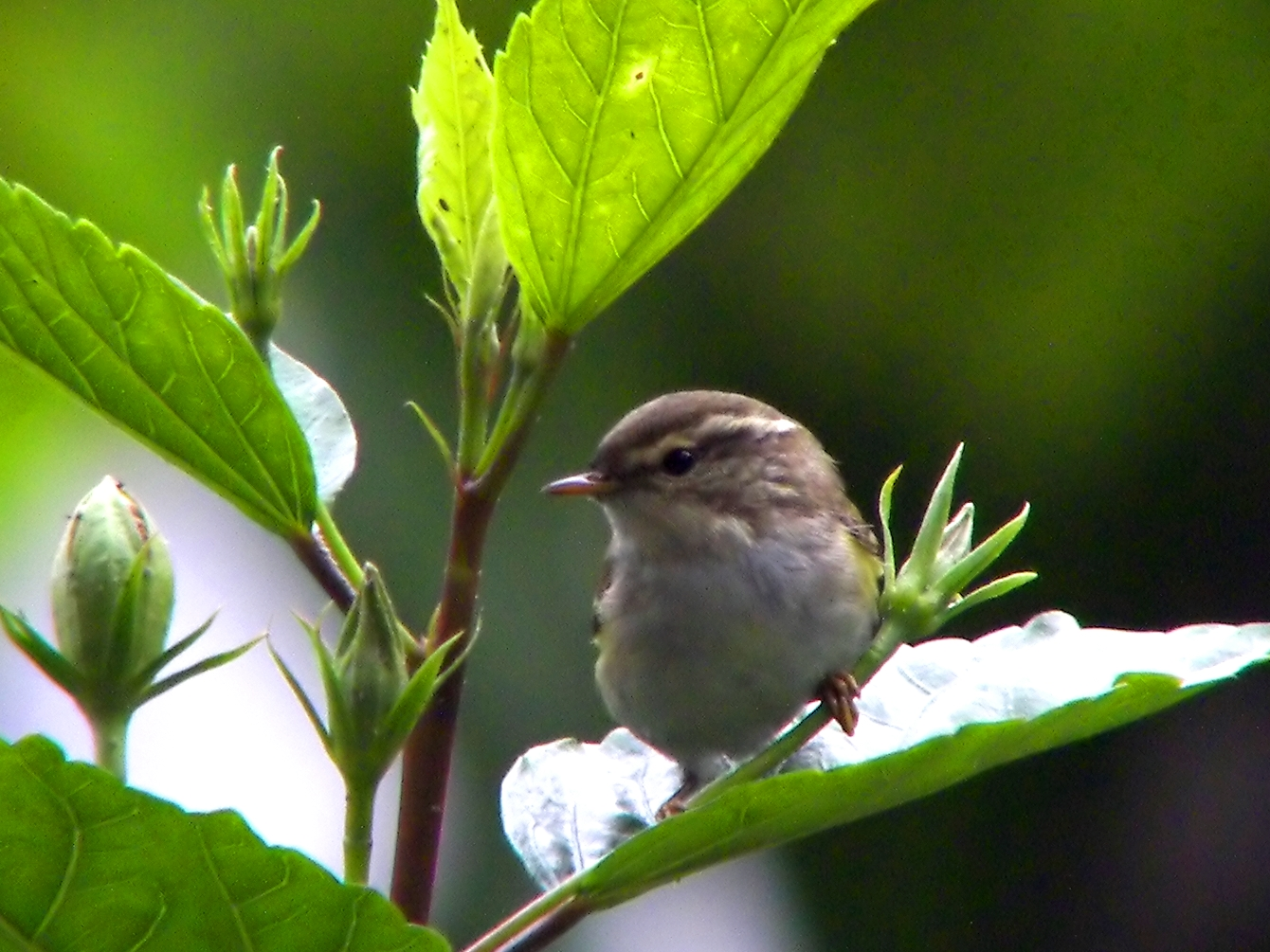
Vándorfüzike (Phylloscopus inornatus)

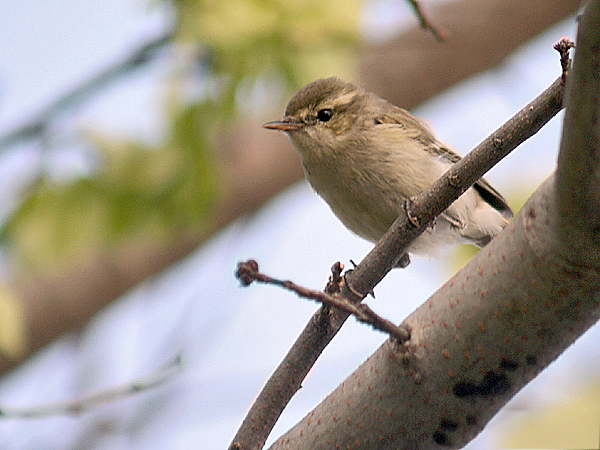
Zöld füzike (Phylloscopus trochiloides)

A Phylloscopus vagy magyarul füzike a madarak osztályának verébalakúak (Passeriformes) rendjébe tartozó nem.
Korábban egy szemétkosár-taxonba, az óvilági poszátafélék (Sylviidae) családjába sorolták, de az új besorolás szerint az új füzikefélék (Phylloscopidae) családba tartozik (Alström et al. 2006). Jelenleg kb. 66 faj tartozik a genusba, de a Seicercus nem miatt polifiletikus, ezért a jövőben számos fajt átsorolnak máshová ebből a nemből.
Aktív, mozgékony madarak, mindig fás területen élnek, bár általában ritkásabb erdőkben, nem sűrűekben. A lombkorona tetejétől az alacsony bokrokig mindenhol előfordulnak. A legtöbb faj nyári és téli élőhelyén is őrzi a területét. Legtöbbjük felső tollazata zöldes vagy barnás, alsó tollazata piszkosfehér vagy sárgás. A többi poszátaféléhez hasonlítva daluk egyszerű.
A mérsékelt égövben tenyésző fajok általában vándormadarak.

## Rendszerezésük
A hagyományosan a nembe sorolt fajok:
- Phylloscopus tytleri
- Phylloscopus armandii
- vastagcsőrű füzike (Phylloscopus schwarzi)
- Phylloscopus occisinensis
- Phylloscopus affinis
- Phylloscopus griseolus
- barna füzike (Phylloscopus fuscatus)
- Phylloscopus fuligiventer
- Phylloscopus subaffinis
- fitiszfüzike (Phylloscopus trochilus)
- kaukázusi füzike (Phylloscopus sindianus)
- perzsa füzike (Phylloscopus neglectus)
- csilpcsalpfüzike (Phylloscopus collybita)
- ibériai füzike (Phylloscopus ibericus)
- kanári-szigeteki füzike (Phylloscopus canariensis)

- Phylloscopus laetus vagy Pindalus laetus
- Phylloscopus laurae
- Phylloscopus ruficapilla
- Phylloscopus budongoensis
- Phylloscopus umbrovirens
- Phylloscopus herberti
  - Phylloscopus canariensis exsul – kihalt (1986?)
  - szibériai csilpcsalpfüzike (Phylloscopus (collybita) tristis)
- Bonelli-füzike (Phylloscopus bonelli)
- balkáni füzike (Phylloscopus orientalis)
- sisegő füzike (Phylloscopus sibilatrix)
- barna füzike (Phylloscopus fuscatus)
- Phylloscopus pulcher
- Phylloscopus maculipennis
- királyfüzike, (Phylloscopus proregulus)
- Phylloscopus chloronotus
  - Phylloscopus chloronotus simlaensis
- Phylloscopus kansuensis
- Phylloscopus yunnanensis – P. sichuanensis (újabb név)
- kasmíri füzike (Phylloscopus subviridis)
- vándorfüzike (Phylloscopus inornatus)
- himalájai füzike (Phylloscopus humei)
  - Phylloscopus humei mandelli
- északi füzike (Phylloscopus borealis)
- Phylloscopus examinandus
- Phylloscopus xanthodryas
- zöld füzike (Phylloscopus trochiloides)
- Phylloscopus plumbeitarsus
- Phylloscopus nitidus
- amuri füzike (Phylloscopus tenellipes)
- Phylloscopus borealoides
- Phylloscopus magnirostris
- Phylloscopus occipitalis
- koronás füzike (Phylloscopus coronatus)
- Phylloscopus ijimae
- Phylloscopus reguloides
- Phylloscopus claudiae
- Phylloscopus goodsoni
- Phylloscopus ogilviegranti
- Phylloscopus hainanus
- Phylloscopus emeiensis
- Phylloscopus davisoni
- Phylloscopus forresti
- Phylloscopus cantator
- Phylloscopus calciatilis
- Phylloscopus ricketti
- Phylloscopus cebuensis
- Phylloscopus trivirgatus
- Phylloscopus sarasinorum
- Phylloscopus presbytes
- Phylloscopus maforensis
- Phylloscopus poliocephalus
- Phylloscopus olivaceus
- Phylloscopus makirensis
- Phylloscopus amoenus
- Phylloscopus xanthoschistos